# Volksstadion Rostock
Le Volksstadion Rostock est un stade de football allemand situé dans la ville de Rostock, en Mecklembourg-Poméranie-Occidentale.
Le stade, doté de 8 000 places et inauguré en 1928, sert d'enceinte à domicile à l'équipe de football du FC Hansa Rostock (pour son équipe réserve et son équipe féminine).

## Histoire
Le gouvernement de l'État de Mecklenburg fournit au Cartel pour l'éducation ouvrière, le sport et les soins corporels de Rostock 200 000 marks en juin 1923 pour la construction d'un stade, à condition que la municipalité accorde également une subvention importante.
Les travaux du stade débutent en 1923 et s'achèvent cinq ans plus tard. En juillet 1926, un site funéraire préhistorique aurait été trouvé sur le site de construction, mais des enquêtes plus approfondies ont infirmé cette hypothèse.
Le stade est à ses débuts entouré d'une piste d'athlétisme. Il est inauguré le 29 juillet 1928 devant 3 000 personnes lors d'une journée festive composée d'un concert et d'un défilé,.
Il sert au départ d'enceinte pour les matchs à domicile de l'équipe première du Hansa Rostock.
En 1933, le régime nazi confisque le stade et le rebaptise en Volksstadion (il porte encore ce nom aujourd'hui).
En 1945, les puissances occupantes interdissent au départ tous les clubs sportifs allemands. La zone urbaine de Rostock est alors divisée en quatre groupes sportifs par le « Comité de la jeunesse antifasciste » formé localement. Au début de 1946, le stade, jusqu'alors utilisé par l'Armée rouge, est affecté au groupe sportif Mitte. La restauration de l'installation avec terrain de jeu, pistes de course, fosses de saut, clôtures et portails dure jusqu'à la fin du mois d'octobre 1947.
En 1989, le Hansa Rostock joue ses matchs à domicile de la Coupe Intertoto au Volksstadion, contre les clubs du Boldklubben 1903, du TJ Plastika Nitra et du Malmö FF.
Il est aujourd'hui situé à proximité de l'Ostseestadion (le Volksstadion Rostock est le plus grand stade de la ville jusqu'à la construction de ce dernier en 2001), du stade d'athlétisme et de la piscine municipale.

## Galerie

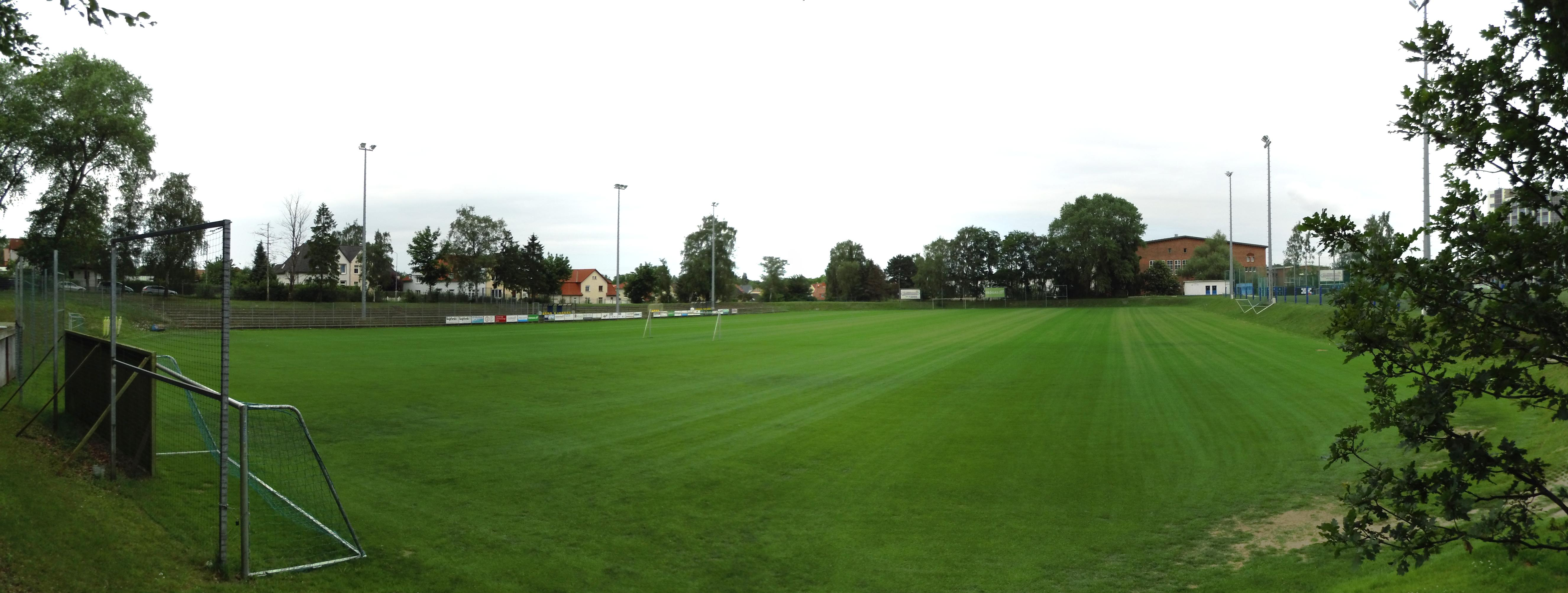
Vue du terrain de jeu en 2012